# Рио-Негро (футбольный клуб, Манаус)
«Спортивный клуб Рио-Негро» (порт.-браз. Atlético Rio Negro Clube) или просто «Рио-Негро» — бразильский футбольный клуб из города Манаус.

## История

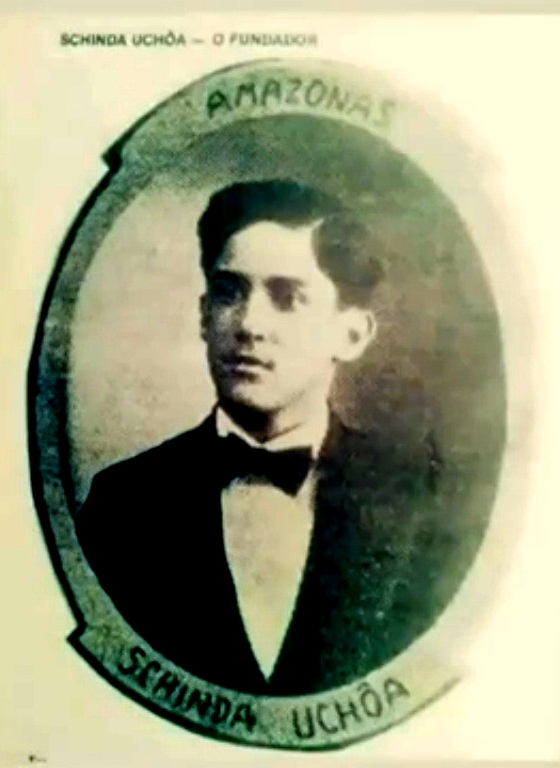
Шинду Ушоа — основатель «Рио-Негро»

Идея основания клуба принадлежит 16-летнему Шинду Ушоа, который уговорил своих друзей создать футбольный клуб. 13 ноября 1913 года они собрались в доме Мануэла Афонсу ду Насименту и составили документ об основании новой команды. При этом членами-основателями являлись студенты всех университетов города и молодые члены обеспеченных семей города. Клуб был назван «Рио-Негро», в честь одноимённой реки, на которую открывался вид из окон дома. При этом 10 человек проголосовали за это название и только один был против. Также были проведены выборы президента, в результате которых Эдгар Лобан стал первым руководителем клуба. А Шинду Ушоа, который из-за своего возраста не мог возглавлять организацию, был назначен секретарём команды, также ему, как первому основателю, была предоставлена должность почётного президента. В ходе собрания основатели отметили создание клуба тостом, который впоследствии был назван «Портвейном Чести» (порт.-браз. Porto de Honra), так как они выпивали в тот день именно этот напиток. Впоследствии это стало традицией, и каждый год 13 ноября этот тост повторяется в штак-квартире «Рио-Негро». Более того, шесть из двенадцати бокалов, из которых выпивали основатели, были возвращены в клуб. Три находятся в музее «Рио-Негро», а три другие участвуют в указанной церемонии «Портвейна Чести».
Цветами клуба первоначально стали белые футболки с черным воротником и шорты также белого цвета. Однако скоро было принято решение изменить клубные цвета: текущая форма была похожа на соседнюю команду «Насьонал». 15 января 1914 года Шинду Ушоа предложил альтернативу в виде белой футболки с черными вертикальными полосами и черные шорты, скопировав её у клуба «Ботафого». В 1917 году президент клуба Лауро Кавалканте предложил видоизменить форму: шорты оставались теми же, а вот на футболке вертикальные полосы заменила единственная горизонтальная чёрная полоса посередине.
24 ноября 1913 года «Рио-Негро» сыграл первую официальную игру против команды школы учеников-моряков в Бразилии, в которой победил со счётом 4:0. С 1914 года клуб стал выступать в чемпионате штата Амазонас. В 1921 году «Рио-Негро» впервые стал чемпионом штата Амазонас, а в 1926 году во второй раз добился этого результата. С следующего десятилетия клуб начал становиться одним из сильнейших в штате: были выиграны три титула чемпиона, а линию нападения начала 1930-х прозвали «Сорвиголова», а конца десятилетия — «Гренадёрами». Тогда же была построена первая постоянная штаб-квартира клуба: мэр Манауса Антонио Майя 22 мая 1938 года подписал передачу территории бывшего кладбища Сан-Жозе в пользование «Рио-Негро». Кладбище ранее перенесли на новое место, так как руководство города считало, что крупное захоронение в центре города портит внешний вид Манауса. А освобождённую территорию можно передать в пользование популярной команде. Строительство продолжалась до 1942 года. При этом сама штаб-квартира была построена на деньги болельщиков, включая работу главного архитектора Алоизио де Араужо, который будучи болельщиком «Рио-Негро» работал бесплатно. 
Чемпионат штата 1945 года закончился скандалом. «Насьонал» обыграл команду «Олимпико» со счётом 3:2. Однако Олимпико обралися в спортивный суд штата из-за того, что в составе «Насьонала» играл незаявленный футболист. Суд принял сторону истца, в результате «Насьоналу» было признано поражение, а потеря этих очков привела к тому, что «Рио-Негро» становился чемпионом. Но «Насьонал» обжаловал это решение и добился его отмены. Таким образом титул чемпиона все же доставался «Насьоналу». Это привело к тому, что руководство «Рио-Негро» вышло из федерации и отказалось от участия в чемпионате штата. В течение 14 лет клуб не выходил на поле в официальных матчах, при этом поддерживая деятельность организации. Лишь в 1960 году «Рио-Негро» возвратился в первенство штата. Первый матч после возвращения клуб «отметил» поражением со счётом 1:7 от «Сан-Раймунду». Ко всему снизилась популярность команды: из-за долго перерыва болельщики многие поменяли свои предпочтения. Но спортивные результаты быстро наладились, и в 1962 году «Рио-Негро» выиграл ещё один титул чемпиона штата, а ещё через три года повторил это достижение. С 1964 года «Рио-Негро» приобрёл статус профессионального футбольного клуба.
В 1975 году «Рио-Негро» выиграло ещё один чемпионат штата, а в 1982 году ещё один. Наибольших успехов клуб добился в конце 1980-х: с 1987 по 1990 клуб никому не отдавал титул лучшей команды штата. После этого клуб выиграл титул лишь 10 лет спустя, в 2001 году. После этого наступил период неудач, включавший несколько вылетов во второй дивизион чемпионата штата. В 2022 году клуб выиграл все матчи второго дивизиона и вышел в серию А чемпионата штата. 

## Достижения

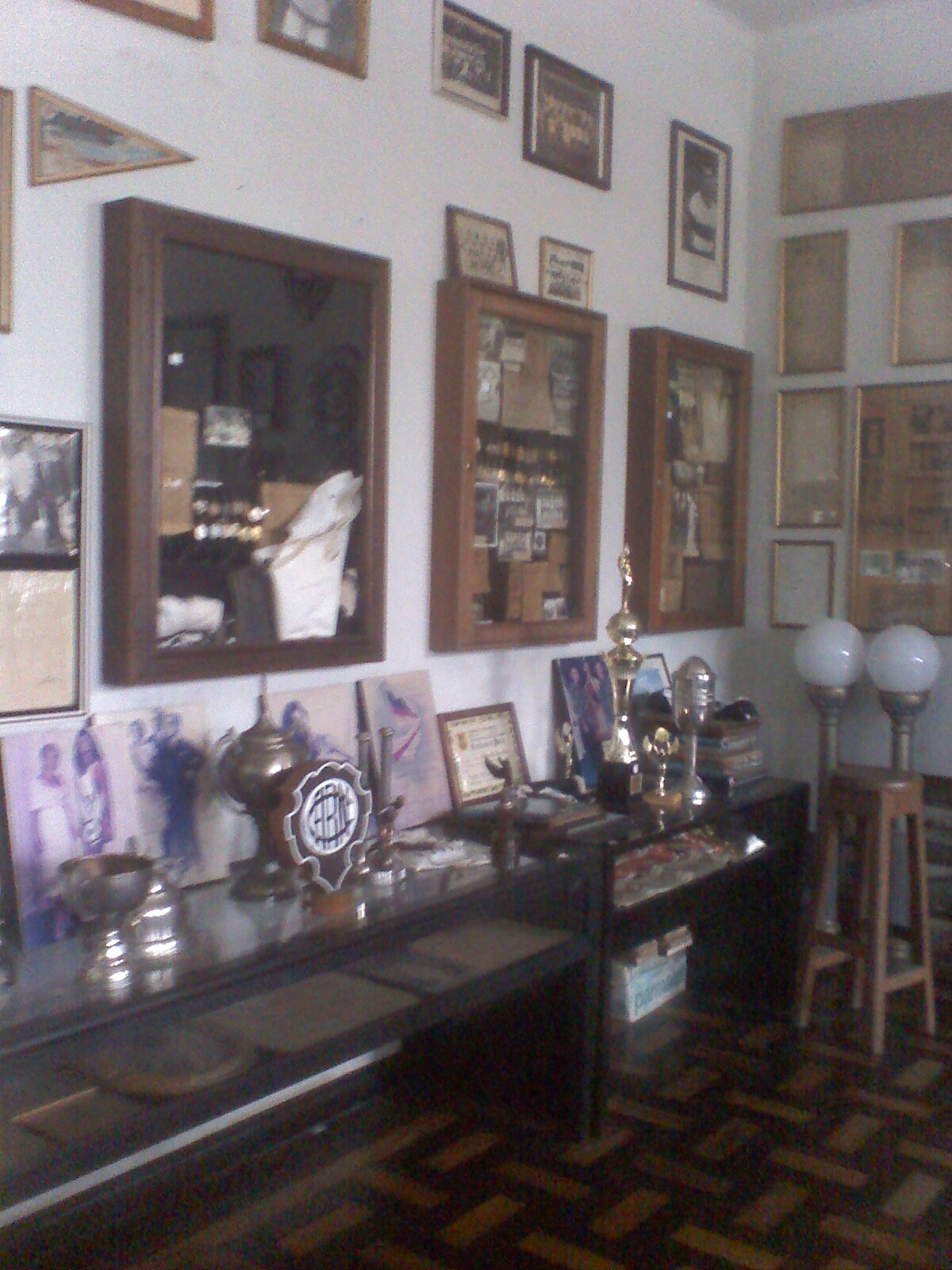
Комната трофеев клуба «Рио-Негро»

- Чемпион штата Амазонас: 1921, 1926 (дополнительный), 1927, 1931, 1932, 1938, 1940, 1943 , 1962, 1965, 1975, 1982, 1987, 1988, 1989, 1990, 2001
- Обладатель Кубка Амазонас: 1976, 1979, 1988, 1988